# Музей народної творчості Михайла Струтинського
Музей народної творчості Михайла Струтинського — художньо-етнографічний музей, розташований в Косівській школі мистецтв. Заснований 1961 року і носить ім'я Михайла Струтинського.

## Експозиція
Розміщений у школі мистецтв і займає дві великі зали та коридор. Експозиція представлена предметами побуту Гуцульщини та великою кількістю робіт народних майстрів Гуцульщини, Покуття, Поділля та Буковини — старовинні ікони, предмети сакрального мистецтва, вишивка, живопис, кераміка, народний одяг, ткацтво, твори малярства та інше.